# Abborrtjärnen (Föllinge socken, Jämtland, 706169-143217)
Abborrtjärnen är en sjö i Krokoms kommun i Jämtland och ingår i Indalsälvens huvudavrinningsområde.